# Apatura monophana
Apatura monophana är en fjärilsart som beskrevs av Cabeau 1919. Apatura monophana ingår i släktet Apatura och familjen praktfjärilar. Inga underarter finns listade i Catalogue of Life.